# Neuflize
Neuflize település Franciaországban, Ardennes megyében. Lakosainak száma 850 fő (2022. január 1.). Neuflize Alincourt, Le Châtelet-sur-Retourne, Ménil-Lépinois, Perthes és Tagnon községekkel határos.

## Népesség
A település népességének változása:
| Lakosok száma | 541  | 592  | 598  | 698  | 757  | 770  | 783  | 800  | 843  | 850  |
|               | 1968 | 1982 | 1990 | 2006 | 2013 | 2015 | 2017 | 2019 | 2020 | 2022 |